# Svanhild
Svanhild  è un nome proprio di persona norvegese e svedese femminile.

## Varianti in altre lingue
- Germanico: Swanahilda[1][3], Swanahilta[3], Swanahilt[3] Swanhild[4], Suanihilda[3]
- Islandese: Svanhildur[1]
  - Ipocoristici: Svana[1]
- Latino: Swanilda[5]
- Norreno: Svanhildr[1][5]
- Svedese: Svanhild[2]
- Tedesco: Swanhild[1], Swanhilda[1], Swanhilde[1], Schwanhild[1]

## Origine e diffusione

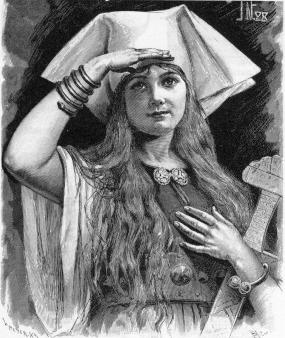
Svanhild, la figlia di Gudrun e Sigurd, in un'illustrazione di Fredrik Sander per lEdda poetica

Deriva dal nome norreno Svanhildr, composto dagli elementi svanr ("cigno") e hildr ("battaglia"); il significato complessivo può essere interpretato come "cigno da battaglia". Nella mitologia norrena questo nome è portato dalla figlia di Gudrun e Sigurd.
Era piuttosto diffuso in Norvegia, e secondariamente in Svezia, nella prima metà del 1900; le forme tedesche, piuttosto rare, discendono da un nome germanico imparentato, Swanahilda, composto da swan e hild, elementi equivalenti a quelli norreni.

## Onomastico
Il nome è adespota, ovvero non è portato da alcuna santa. L'onomastico ricade dunque il 1º novembre, giorno di Ognissanti.

## Persone

### Varianti
- Swanachilde, seconda moglie di Carlo Martello
- Swanehilde di Sassonia, margravia di Meissen

## Il nome nelle arti
- Swanilda è un personaggio dell'opera di Léo Delibes Coppélia[5].